# Akurat

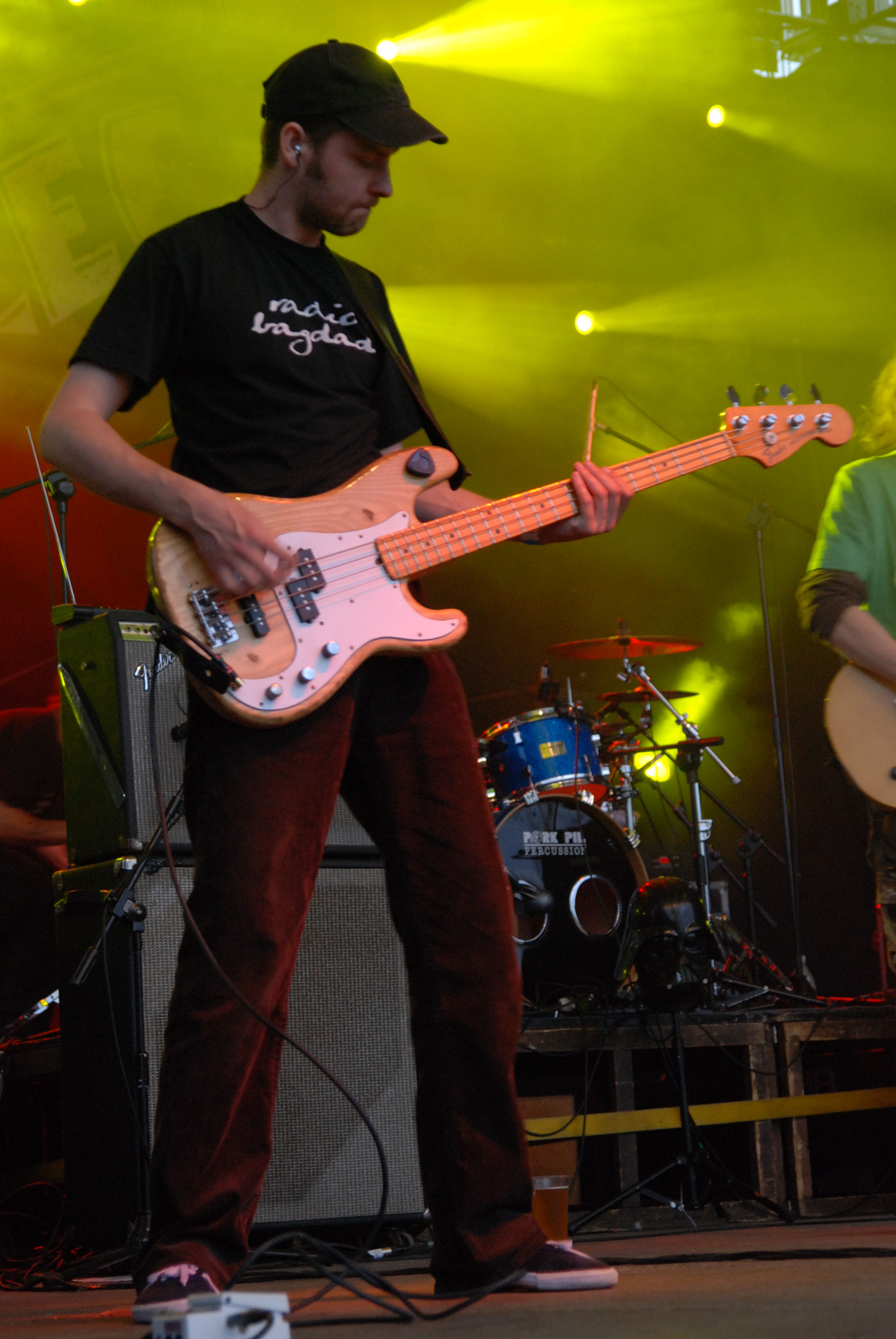
Ireneusz Wojnar podczas Juwenaliów Śląskich 2008

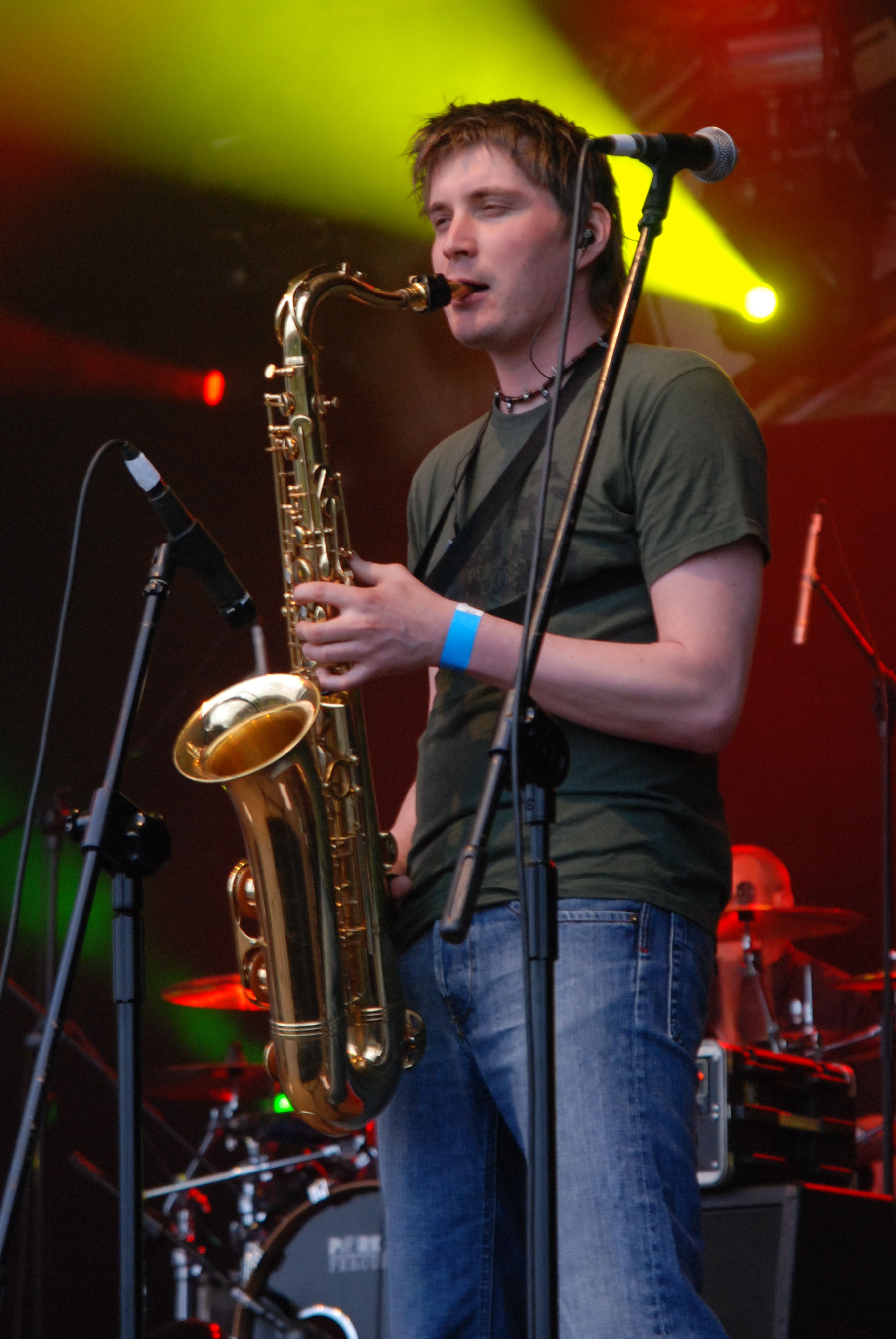
Przemysław Zwias podczas Juwenaliów Śląskich 2008

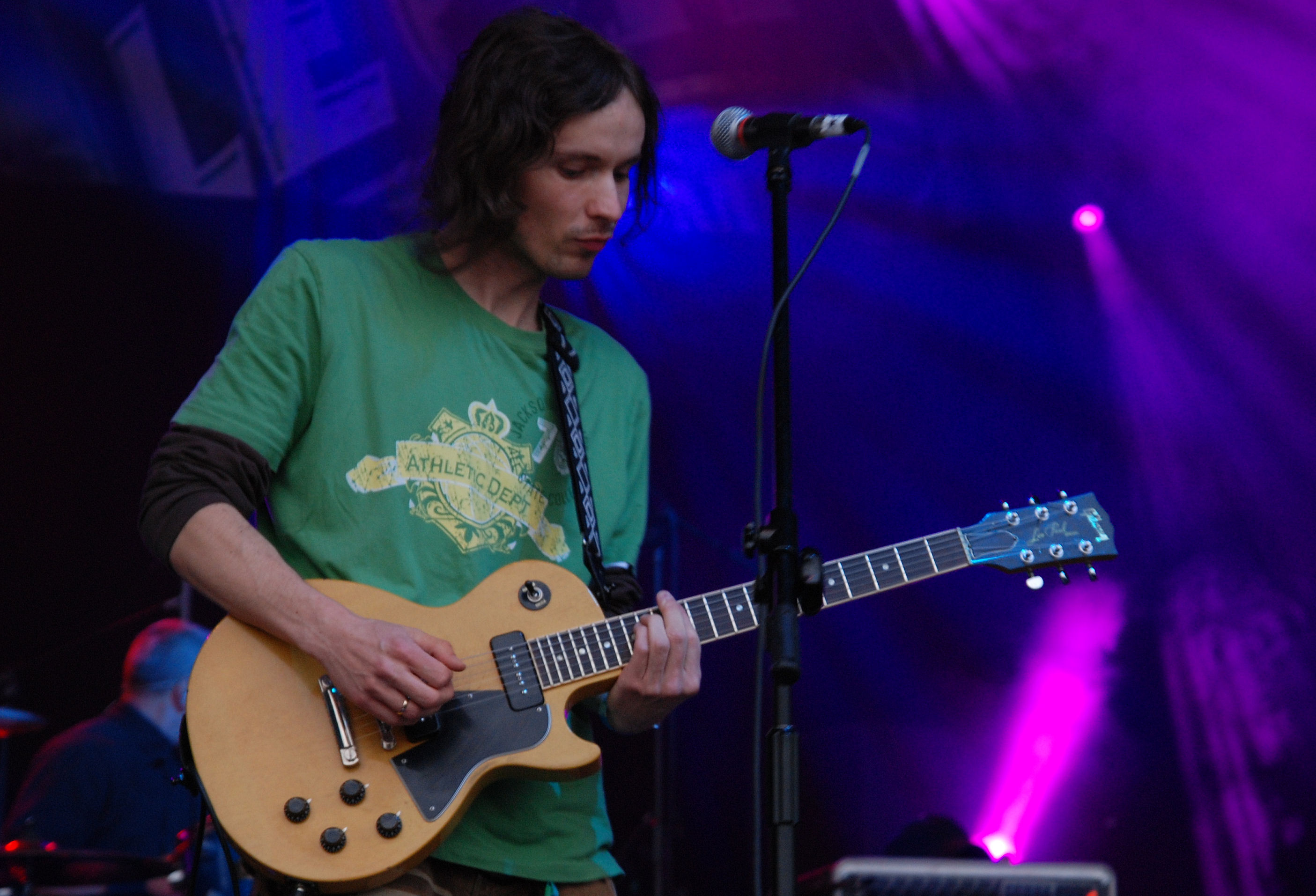
Wojciech „Yellow” Żółty podczas Juwenaliów Śląskich 2008

Akurat – polski zespół muzyczny założony w 1994 roku w Bielsku-Białej.
Graną przez zespół muzykę trudno zaliczyć do jednego, konkretnego nurtu muzycznego. Zawiera ona w sobie elementy rocka, ska, reggae, punk rocka, pop oraz funk rocka. Członkowie grupy określają swoją muzykę jako poezję ska-kaną. Cechą charakterystyczną ich tekstów jest zabawa słowami.
Zespół trzykrotnie (1998, 1999, 2001) wystąpił na Przystanku Woodstock w Żarach, był również gościem Przystanku Olecko. Grupa poza licznymi występami przed polską publicznością ma na koncie także występy w Norwegii, Danii, Niemczech, Czechach i na Słowacji.

## Muzycy

### Obecny skład zespołu
- Piotr Wróbel – gitara, wokal, autor większości tekstów
- Wojciech „Yellow” Żółty – gitara, wokal, autor tekstów
- Eugeniusz Kubat – gitara basowa
- Michał Sosna – saksofon
- Mikołaj Strachura – perkusja
- Dawid Broszczakowski – instrumenty klawiszowe, elektronika

### Byli członkowie
- Piotr „Yoyo” Jakimów – perkusja (do 2002 roku)
- Łukasz Gocal – perkusja (od 2002 do 2007 roku)
- Tomasz Kłaptocz – wokal, trąbka, harmonijka (do 2008)
- Krzysztof „Flipper” Krupa – perkusja (od 2007 do 2011 roku)
- Ireneusz Wojnar – gitara basowa (do 2012 roku)
- Przemysław Zwias – saksofon, flet (do 2012 roku)
- Bartek „Barthezz” Pawlus – perkusja (od 2011 do 2014 roku)
- Marcin Stroński - gitara elektryczna

## Dyskografia

### Albumy studyjne
- Pomarańcza (29 stycznia 2001, reedycja 22 maja 2006)
- Prowincja (1 października 2003, reedycja 22 maja 2006)
- Fantasmagorie (31 maja 2006)
- Optymistyka[4] (7 listopada 2008)
- Człowiek (31 maja 2010)
- Akurat gra Kleyffa i jedną Kelusa (7 listopada 2012)[5]
- Nowy Lepszy Świat (2016)

### Single
- Droga długa jest (2001)
- Dyskoteka gra (2001)
- Lubię mówić z Tobą (2002)
- Do prostego człowieka (2003) (do słów wiersza Juliana Tuwima)
- Wiej-ska (2003)
- Fantasmagorie (2006)
- Demo (2006)
- Czy to już (2006)
- Tylko najwięksi (2007)
- Jeden człowiek to jeden sens (2008)
- Żółty wróbel (2008)
- Język ciała (2009)
- Danse Macabre (2010) (cover utworu Jaromíra Nohavicy)
- Godowy majowy (2010)
- Ale człowiek song (2010)
- Nie fikam (2011)
- Przed snem – słoiczek Tiananmen (2012)
- Kochana Kochana Kochana (2013)
- Nowy Lepszy Świat (2016)
- Miłość (2016)

### Teledyski
- „Dziewięć” (1998)
- „Hahahaczyk” (2001)
- „Droga długa jest” (2001)
- „Lubię Mówić z Tobą” (2001–2002)
- „Do prostego człowieka” (2003)
- „Wiej-Ska”
- „Fantasmagorie” (2006)
- „Tylko najwięksi”
- „Żółty wróbel”
- „Język Ciała”
- „Piewcy”
- „Godowy Majowy” (2010)
- „Ale człowiek song” (2011)
- „Nie fikam” (2011)
- „Słoiczek Tiananmen” (2012)
- "Nowy Lepszy Świat" (2016)
- „Miłość” (2016)
- "Butelki i kamienie" (2017)